# بحرية براندنبورغ

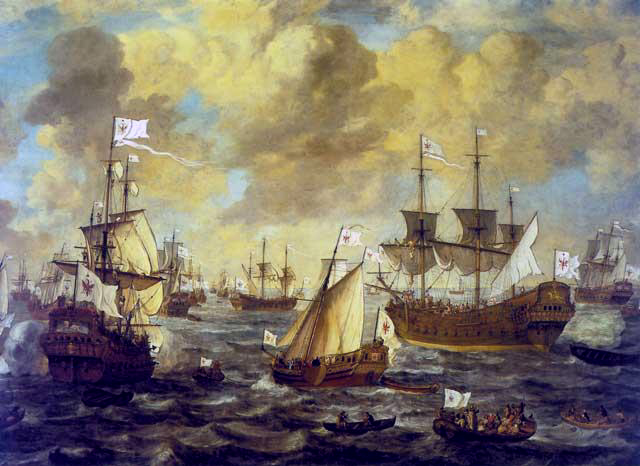
بحرية براندنبورغ في البحر المفتوح عام 1684.

بحرية براندنبورغ كانت بحرية لتابعة لمرغريفية براندنبورغ في ألمانيا من القرن القرن السادس عشر حتى عام 1701، عندما أصبحت جزءًا من البحرية البروسية.
تم تجميع هذه البحرية في الأصل من آل هوهنتسولرن حكام براندنبورغ لرغبتهم في زيادة هيبتهم وتامين وجود قوة دفاع بحرية مناسبة. خلال القرن السابع عشر، كانت البحرية ذات فائدة كبيرة في العديد من المعارك في بحر البلطيق، كما أنها خدمت لصالح مستعمرات براندنبورغ في إفريقيا (تحديدًا ساحل براندنبورغ الذهبي) ومنطقة البحر الكاريبي. بحلول عام 1680، كان لدى البحرية في براندنبورغ ثلاثين سفينة حربية نشطة. استخدمت هذه السفن في المقام الأول لتأمين السيطرة على طرق التجارة المعادية والتجارة البحرية، والقيام بعمليات حصار ولتوفير الدفاع البحري.